# Teror
Teror ist eine Gemeinde auf Gran Canaria mit 12.878 Einwohnern (Stand: 2024) auf einer Fläche von 25,70 km². Die Kleinstadt ist heute noch einer der ursprünglichsten Orte der Insel.

## Sehenswürdigkeiten
In der nach mehreren Zerstörungen im 18. Jahrhundert wieder erbauten Basilika Nuestra Señora del Pino befindet sich auf einem prächtigen barocken Altar eine holzgeschnitzte Statue der Jungfrau Maria mit dem Kind (Virgen del pino). Laut Überlieferung soll Maria im Jahre 1481, also zwei Jahre vor der endgültigen Eroberung der Insel durch Juan Rejón für die Spanische Krone, einigen Bewohnern der Insel in einer Pinie (Pino) erschienen sein. Sie wurde 1912 von Papst Pius XII zur Schutzheiligen von Gran Canaria erklärt, und deshalb finden von Mitte August bis Mitte September Feierlichkeiten zu Ehren von Maria statt. Die Höhepunkte sind am 7. und 8. September eine Wallfahrt nach Teror, eine Opferung von Gaben und eine festliche heilige Messe.
Teror ist bekannt für seine architektonisch vielfältigen zumeist hölzernen Balkone an den Häuserfronten. Je prächtiger die Balkone ausgeführt waren, umso wohlhabender waren die Familien, die in ihnen wohnten.

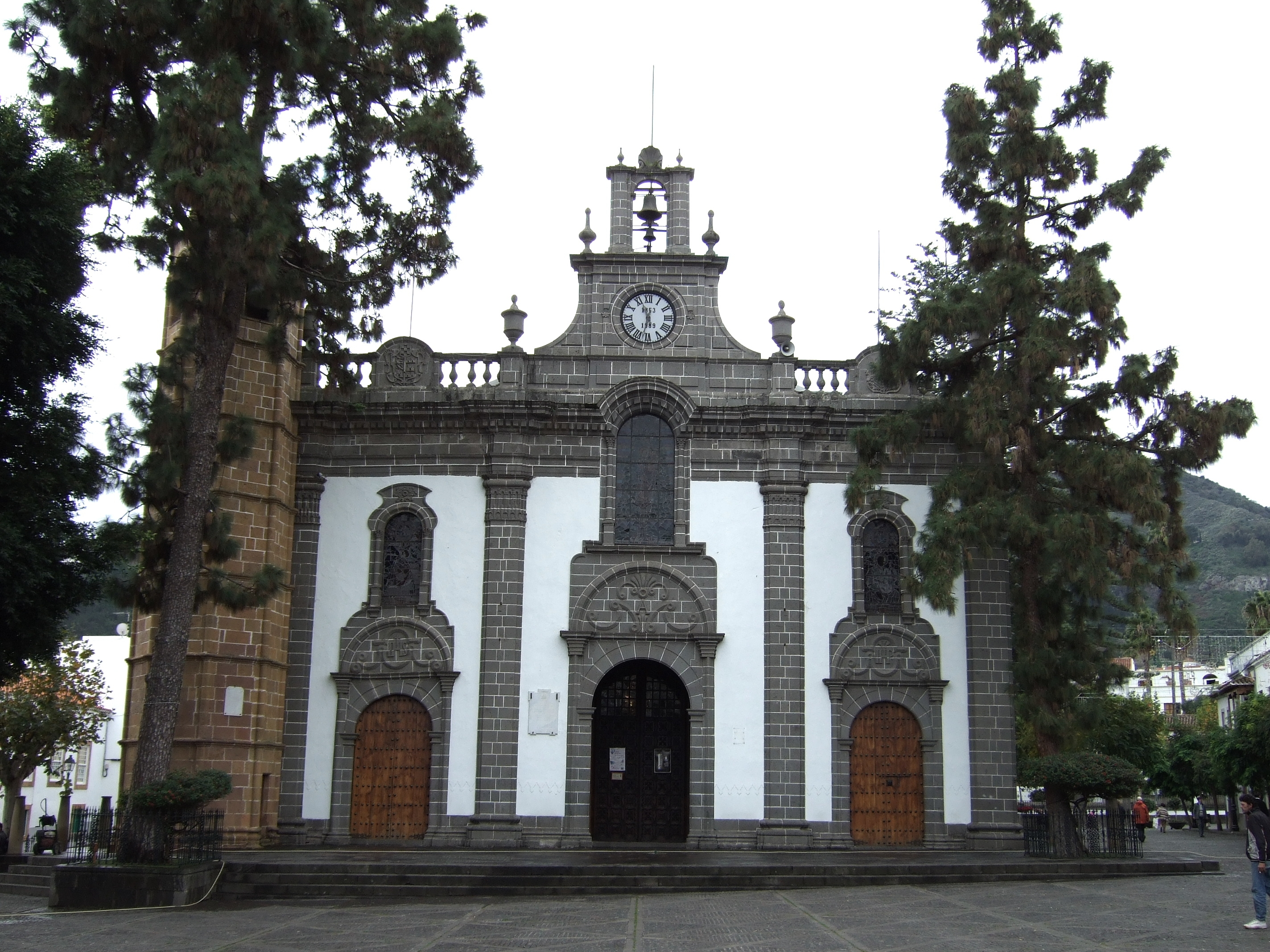
Basilika Nuestra Señora del Pino
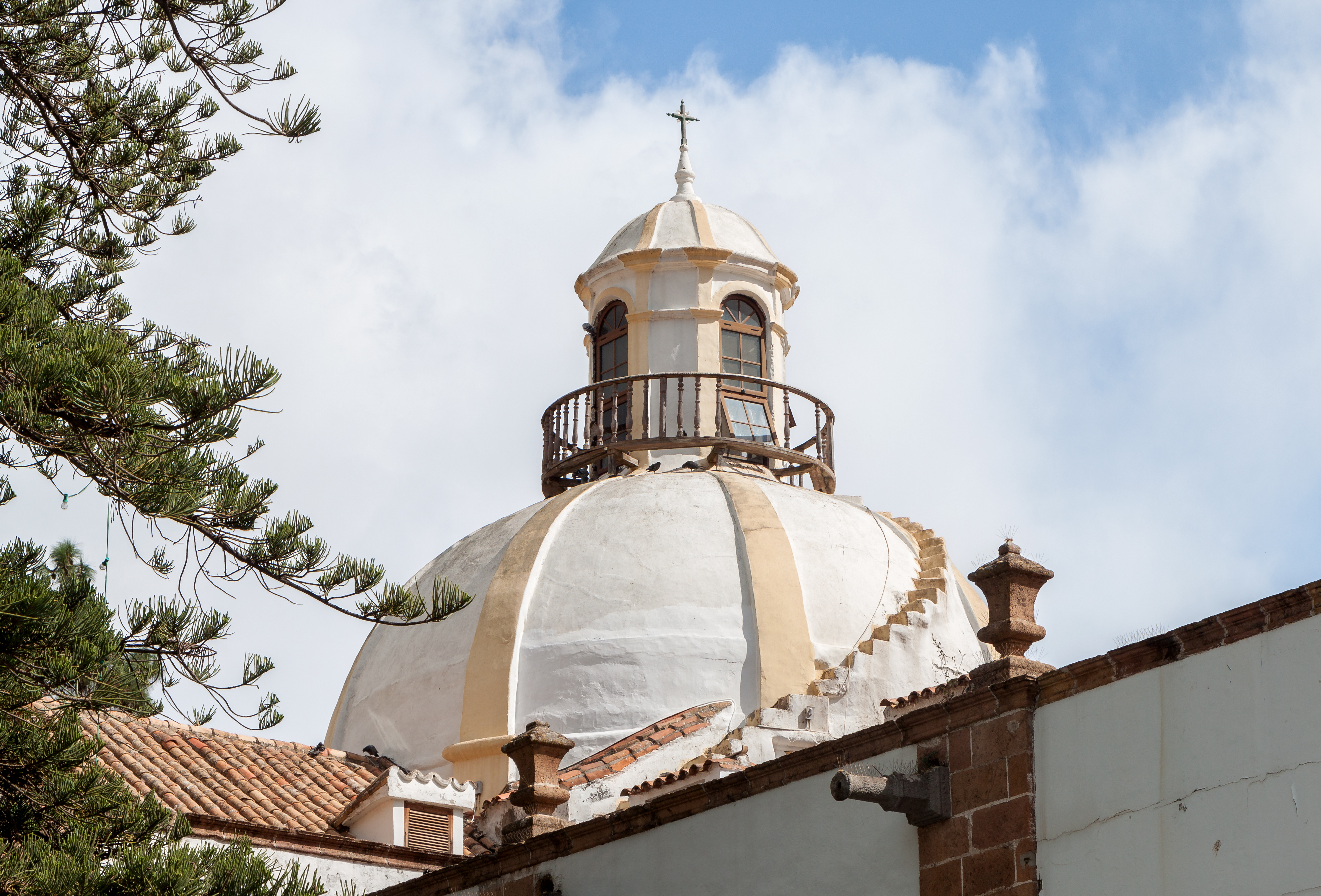
Kuppel der Basilika
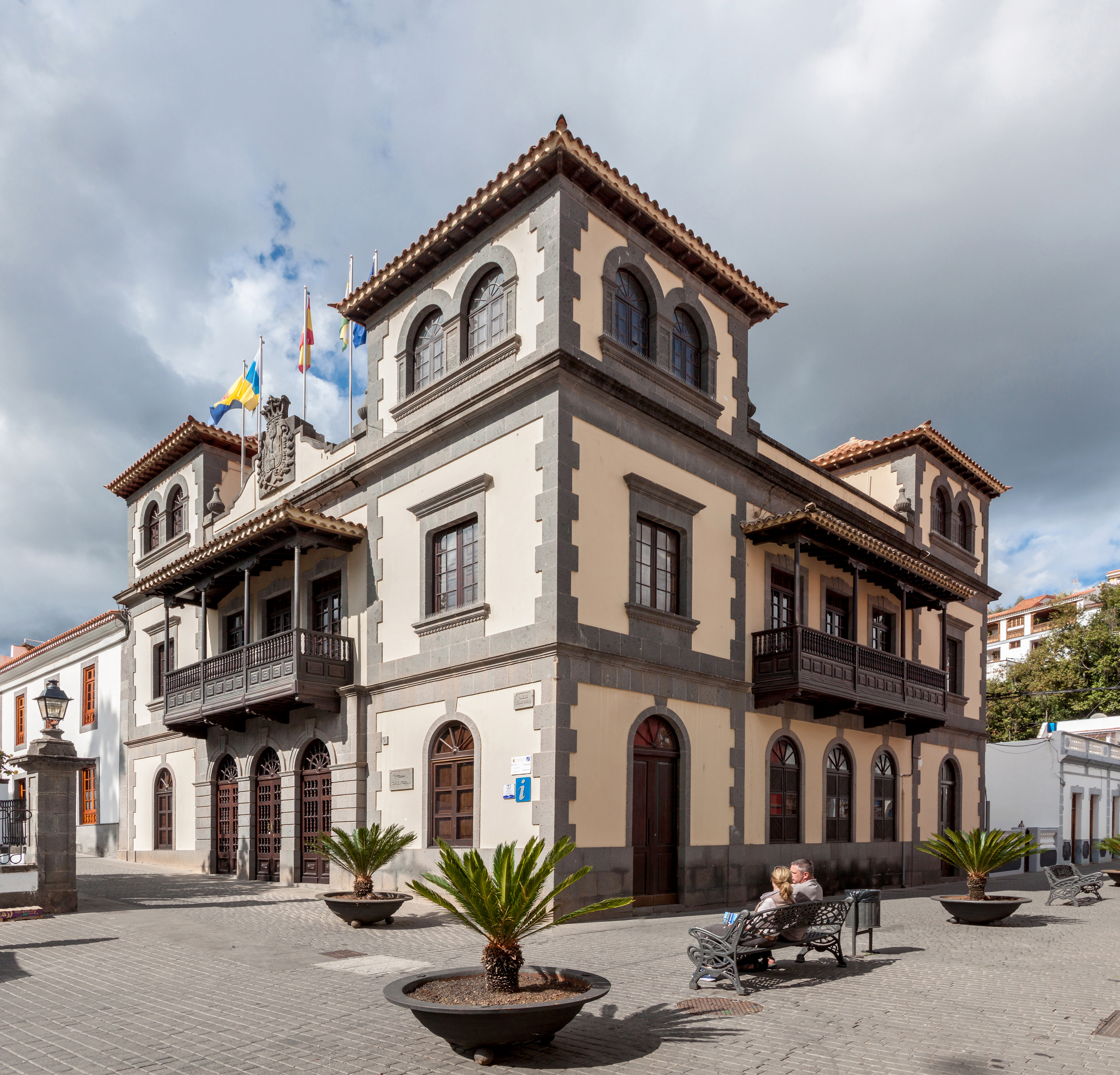
Gebäude der Stadtverwaltung
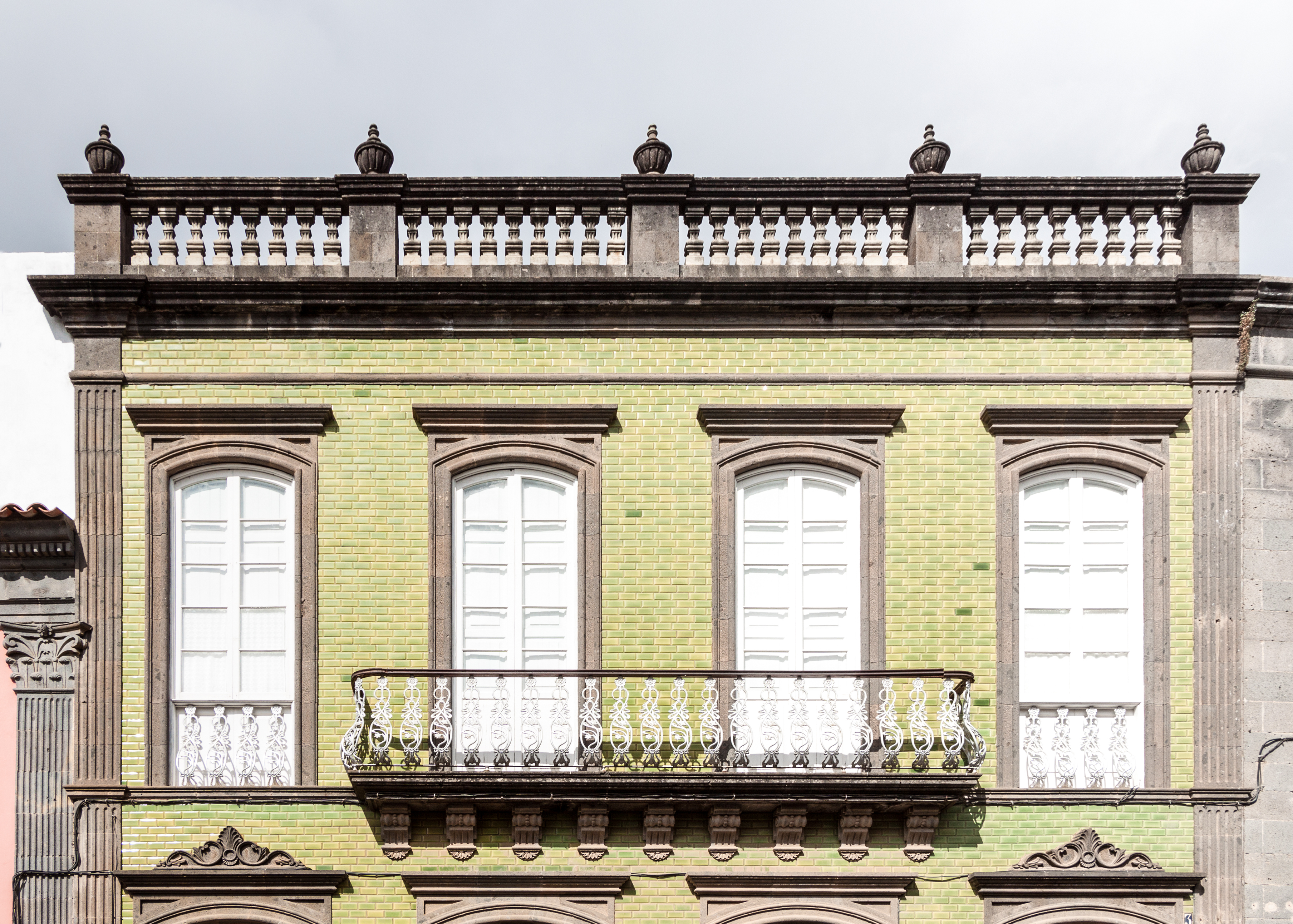
Hausfassade, Calle Real de la Plaza
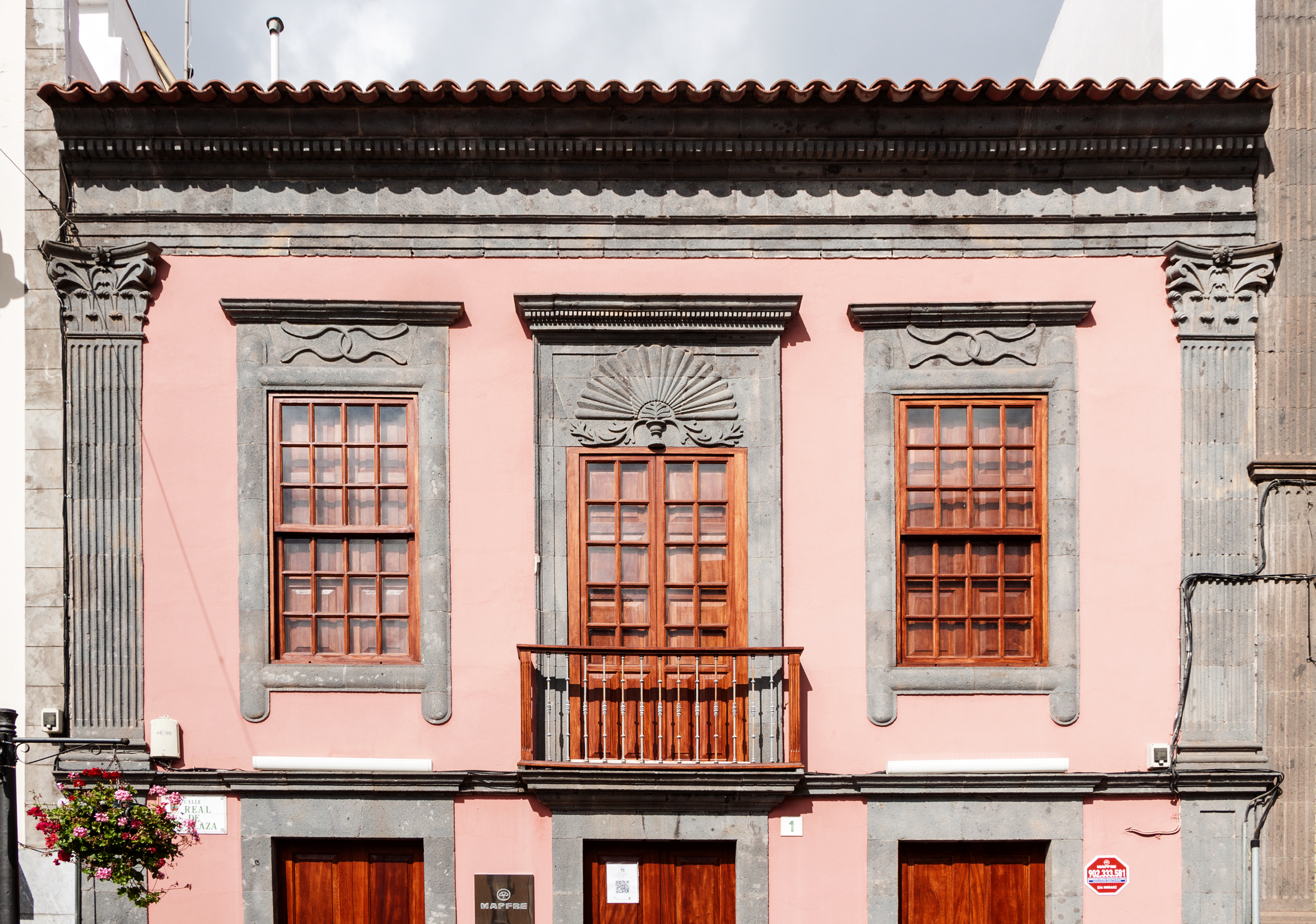
Hausfassade, Calle Real de la Plaza
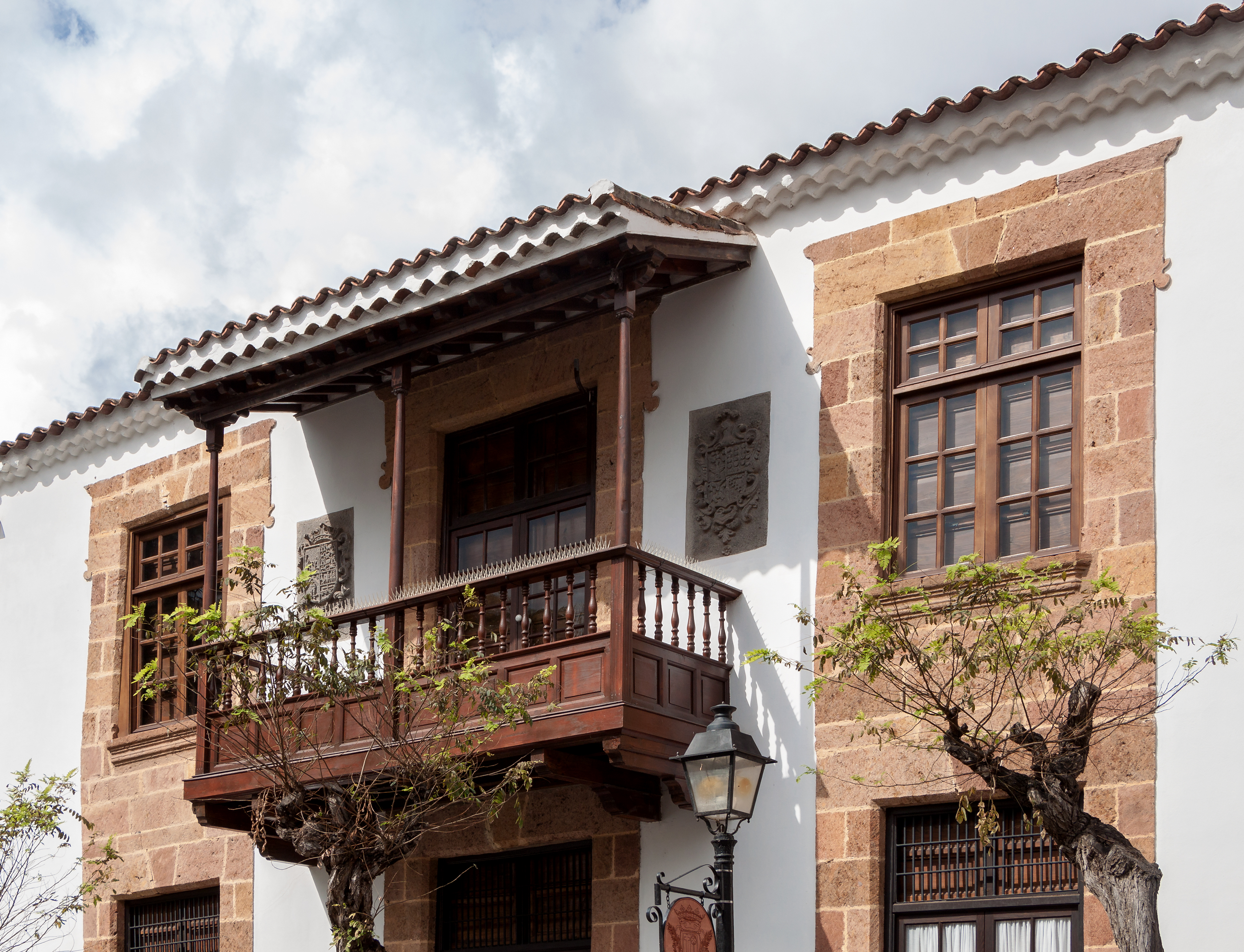
Hausfassade, Calle Real de la Plaza
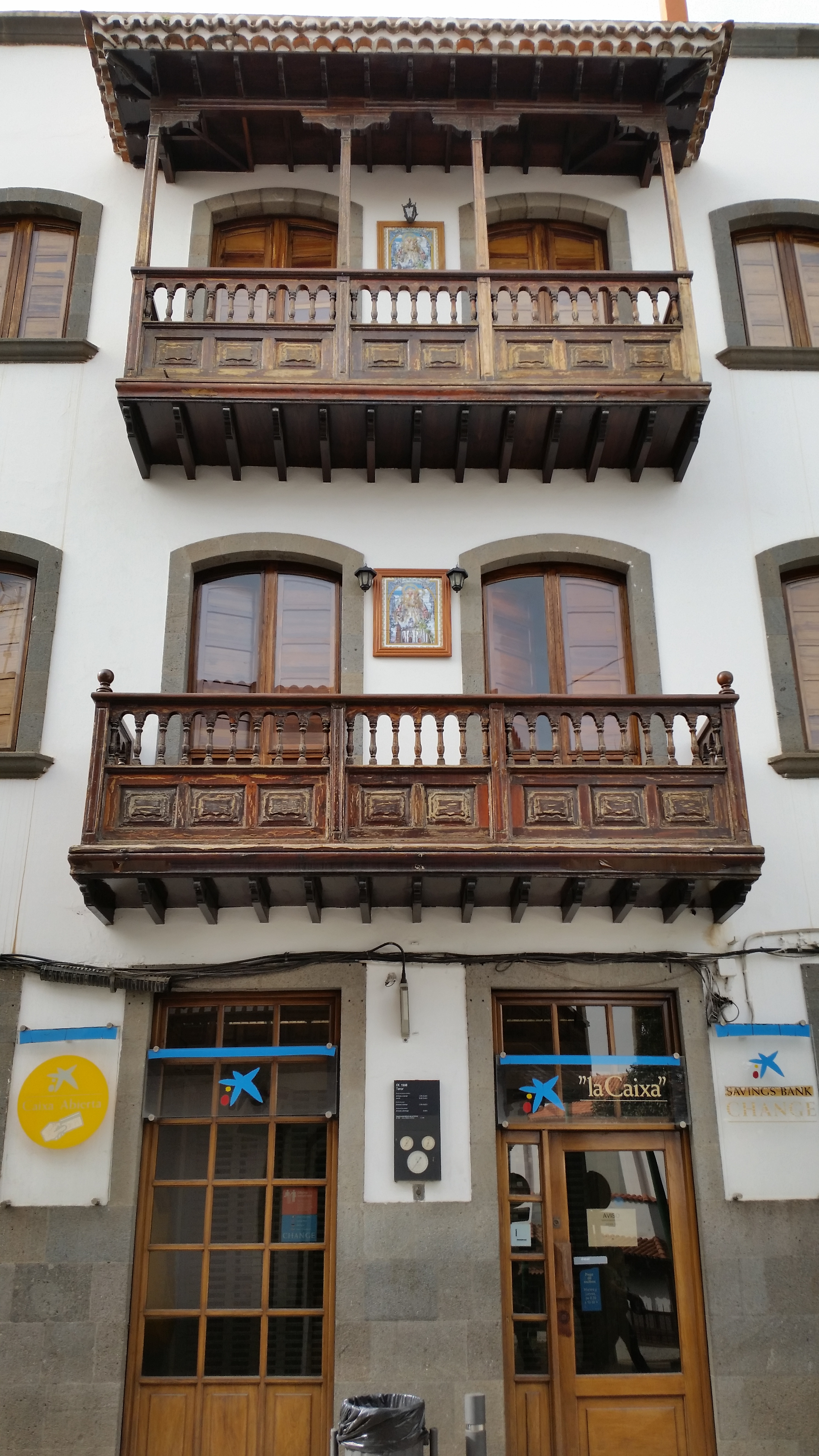
Balkon, Calle Real de la Plaza 15
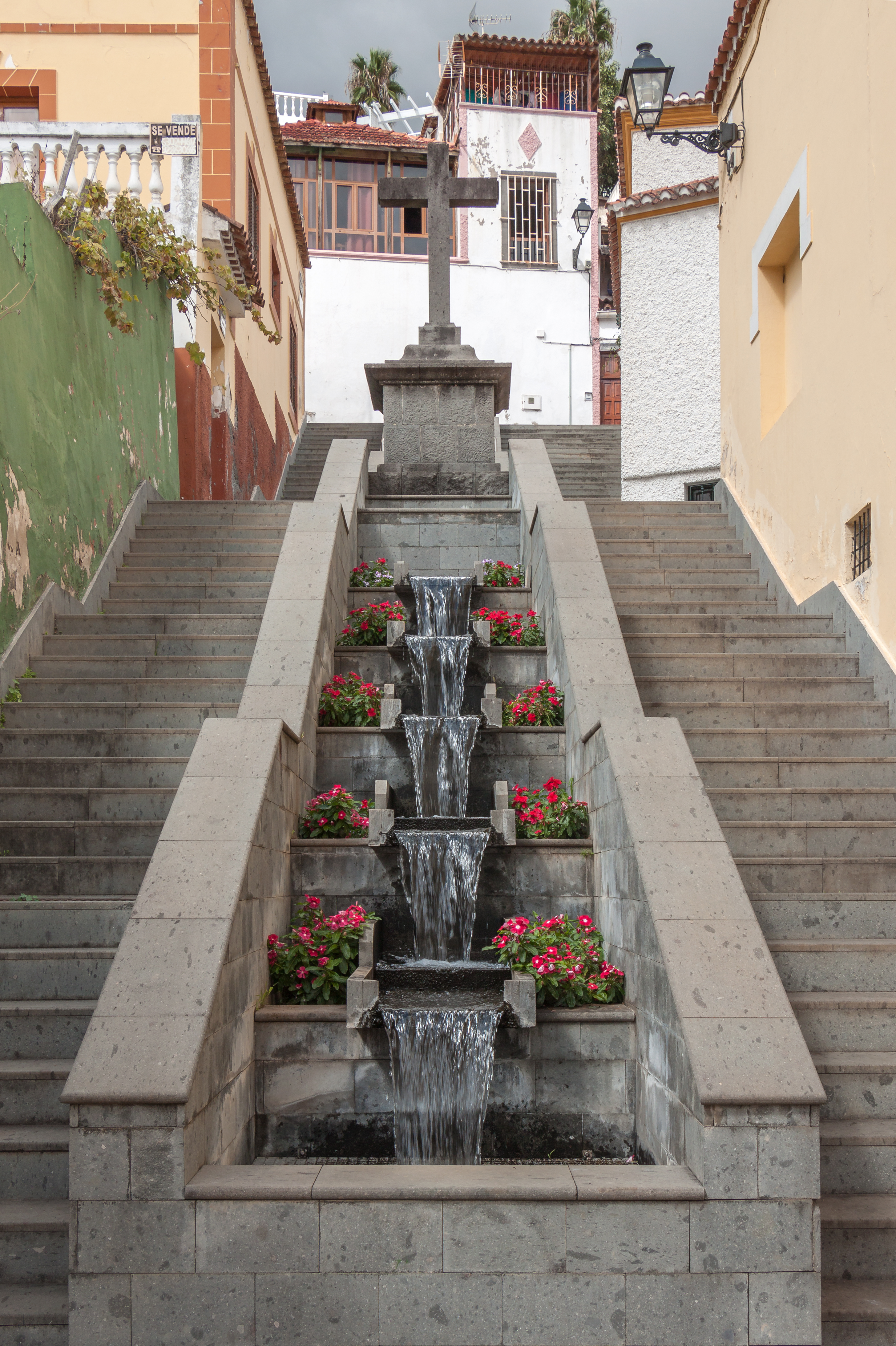
Calle de la Diputación
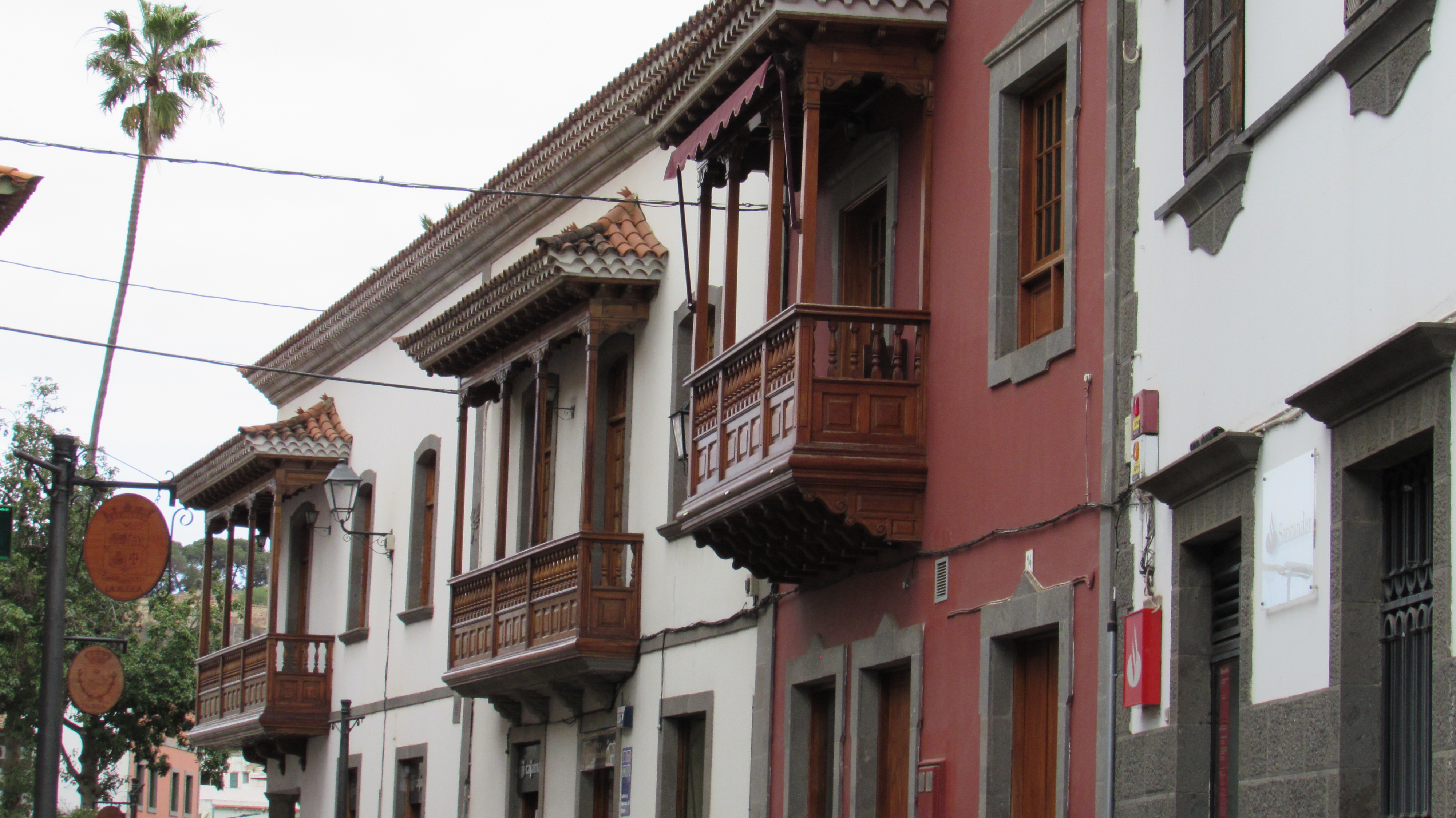
Typische Holz-Balkons in Teror
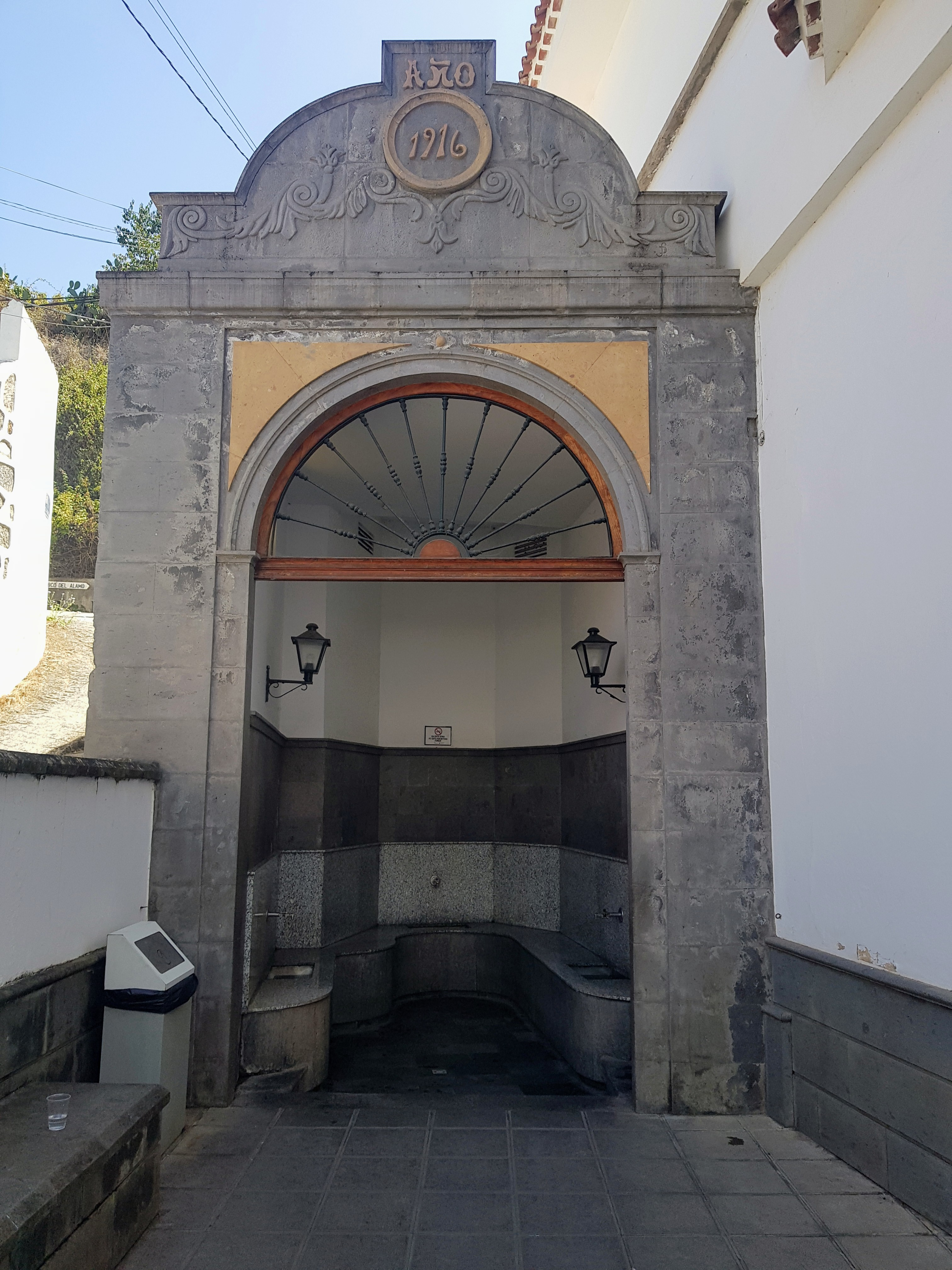
Quelle/Brunnen Teror, neben der Abfüllanlage „Aguas de Teror“

## Einwohner
Die Einwohnerzahl von Teror ist in der letzten Dekade des vorigen und in der ersten Dekade dieses Jahrhunderts um rund 20 % gestiegen. 2011 begann sie langsam wieder zu fallen.
| Jahr | Einwohner | Bevölkerungsdichte |
| ---- | --------- | ------------------ |
| 1991 | 10.368    | 403,4 Einw./km²    |
| 1996 | 11.225    | 436,8 Einw./km²    |
| 2000 | 11.898    | 463,0 Einw./km²    |
| 2005 | 12.189    | 474,3 Einw./km²    |
| 2010 | 12.944    | 503,7 Einw./km²    |
| 2011 | 12.932    | 503,2 Einw./km²    |
| 2012 | 12.830    | 499,2 Einw./km²    |
| 2013 | 12.761    | 496,5 Einw./km²    |
| 2014 | 12.606    | 490,5 Einw./km²    |
| 2015 | 12.499    | 486,3 Einw./km²    |
| 2019 | 12.519    | 487,1 Einw./km²    |
| 2021 | 12.634    | 491,6 Einw./km²    |

## Wirtschaft
Die Wirtschaft von Teror basiert in erster Linie auf Landwirtschaft und Viehzucht sowie auf einem kleinteiligen Lebensmittelgewerbe, das sich zum Beispiel mit der Herstellung von Gebäck und Wurstwaren beschäftigt. Ein bedeutender lokaler Arbeitgeber ist der 1916 gegründete Mineralwasserhersteller Aguas de Teror.
Durch die Lage im nördlichen Inselinneren ist der Tourismus, abgesehen von Ausflugsgästen, nur schwach ausgeprägt. 